# Latrodectus corallinus
Latrodectus corallinus là một loài nhện trong họ Theridiidae.